# Oxyscelio carinatus
Oxyscelio carinatus är en stekelart som först beskrevs av Jean-Jacques Kieffer 1913.  Oxyscelio carinatus ingår i släktet Oxyscelio och familjen Scelionidae. Inga underarter finns listade i Catalogue of Life.